# FC 메탈루르흐 도네츠크

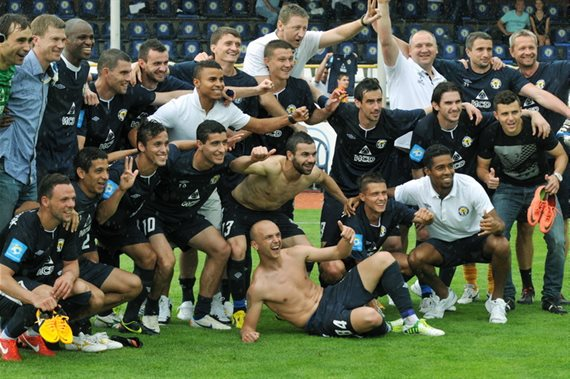

푸드볼리니 클루프 메탈루르흐 도네츠크(우크라이나어: Футбо́льний клуб «Металу́рг» Доне́цьк)는 도네츠크를 연고로 했던 우크라이나의 프로 축구 클럽이다. 이 팀은 1996년에 설립되었으며 2015년에 돈바스 전쟁의 여파로 인하여 해체되었다.

## 역대 감독
| 감독              | 임기        |
| ----------------- | ----------- |
| 볼로디미르 퍄텐코 | 2011 ~ 2012 |
| 볼로디미르 퍄텐코 | 2014 ~ 2015 |